# 金台镇
金台镇，是中华人民共和国四川省南充市顺庆区下辖的一个乡镇级行政单位。2019年9月，撤销大林镇，将其所属行政区域划归金台镇管辖。

## 行政区划
金台镇下辖以下地区：
董家院村、肖家庙村、万佛桥村、包包田村、梨子园村、金寺院村、打石厂村、土垭村和蒙承宫村、大林寺村、饶家墙村、石岭村、南田寺村、油房村、昌宫村、文家沟村、石马嘴村和李家坝村。